# François Fulgis Chevallier
François Fulgis Chevallier (1796 – 1840) è stato un medico e botanico francese.
Si laureò in medicina il 26 maggio 1821 con una tesi dal titolo Dissertation sur les ciguës indigènes, considérées comme poisons et comme médicaments.

## Pubblicazioni
- (FR) Histoire des graphidées, accompagnée d'un tableau analytique des genres, Parigi, F. Didot, 1824. URL consultato il 20 ottobre 2012.

- (FR) Flore générale des environs de Paris, selon la méthode naturelle, Parigi, Ferra, 1826-27. URL consultato il 20 ottobre 2012.

- (LA) Fungorum et byssorum illustrationes quos ut plurimum novos, trecentos et ultra cum caeteris minus bene cognitus, in diversis Europae regionibus collegit, ad vivum delineavit, sculpsit et coloribus naturalibus decoravit, Fleischer, 1837. URL consultato il 20 ottobre 2012.

| Chevall. è l'abbreviazione standard utilizzata per le piante descritte da François Fulgis Chevallier. Consulta l'elenco delle piante assegnate a questo autore dall'IPNI. |

| Controllo di autorità | VIAF (EN) 191830027 · ISNI (EN) 0000 0003 5702 2983 · GND (DE) 100079768 · BNF (FR) cb16700647h (data) |